# Virginia Astley
Pour les articles homonymes, voir Astley.
Virginia Astley est une chanteuse (auteur-interprète) d'Angleterre, active pendant les années 1980 et 1990. Même si elle a été plus populaire en Orient, notamment au Japon, elle reste une artiste-culte dans son pays natal.

## Vie
Dès le début de sa carrière d'auteure-interprète en 1980, Virginia Astley puisa son inspiration à plusieurs sources ; de sa formation classique et aussi du désir de faire une musique plus expérimentale.
Sa famille est de la région de Warrington et habita à Grappenhall, où sa sœur aînée Karen naquit en 1947. Karen devait devenir la femme de Pete Townshend des Who (Virginia est donc sa belle-sœur). La famille déménagea à Stanmore dans le Middlesex à cause du travail de son père Edwin Astley comme scripteur de film et télévision. Dans les années 1960, il fut directeur musical de ITC Entertainment à Borehamwood, la compagnie responsable de séries TV telles Le Saint et Danger Man, pour lesquelles il composa les thèmes. Dans les années 1970, son frère aîné, Jon Astley, fut opérateur de ruban pour Eric Clapton et devint éventuellement spécialiste en « mastering » et producteur.
La première apparition de Virginia Astley en public fut comme artiste de rue en dehors de la station de métro South Kensington. En 1980 elle auditionnait pour un groupe de Clapham, les Victims of Pleasure. Virginia, aux claviers, joua avec eux quelque temps, tout en chantant dans des clubs et pubs à Londres. Elle travailla aussi avec Siouxsie and the Banshees pendant cette période.

## Ravishing Beauties (groupe)
En 1981, Virginia formait les Ravishing Beauties avec deux amies Kate St. John et Nicola Holland, qui eurent aussi des carrières solo plus tard. Elles n'enregistrèrent pas sauf pour quelques shows radio, dont une session John Peel sur BBC Radio 1 en avril 1982.
Les Ravishing Beauties jouèrent au Club Zoo à Liverpool et suivirent avec des premières parties pour The Teardrop Explodes. Virginia écrivit la plupart des chansons. Puis rapidement, St. John devint modèle et membre des The Dream Academy, tandis que Holland se joignait à Tears for Fears.

## Carrière solo
Virginia Astley enregistra d'abord avec Richard Jobson. Avec John McGeoch et Josephine Wells, ils créèrent un fond musical pour la poésie de Jobson. Le résultat fut le disque The Ballad of Etiquette, en 1981. Plus tard, Virginia alla avec Jobson en spectacle au Japon. Elle travailla sur d'autres projets, entre autres pour le label Les disques du crépuscule, au piano et aux arrangements musicaux pour Richard Jobson et Anna Domino (elle a aussi une pièce sur l'album From Brussels with Love, de 1982). Des sessions avec Richard Jobson et Russell Webb suivirent pour l'album final des Skids, Joy, avec Astley à la flûte et comme choriste. Elle signa alors avec Why-Fi en 1981 et enregistra un petit disque (A Bao A Qu), produit par Jon Astley et Phil Chapman.
Dans un studio spécialisé dans les démos à Wapping appelé Elephant Studios, elle enregistrait la chanson qui allait lui donner le top 10 indépendant (#8) en 1983 : Love's a Lonely Place to Be, une chanson de désespoir et d'anxiété malgré le son de Noël. La chanson allait faire partie du long-jeu de 1986 Hope in a Darkened Heart.
L'album From Gardens Where We Feel Secure parut en août 1983 sur son propre label Happy Valley et distribué par Rough Trade. L'album fit le top 5 indépendant (#4), mais ni les singles ni l'album ne percèrent dans le marché.
Les Disques du Crépuscule sortit un album qui était un mélange de pistes, intitulé Promise Nothing, lancé aussi au Canada sans son autorisation. En 1983, Virginia Astley établissait un groupe plus permanent avec les musiciens Audrey Riley, Jocelyn Pook et Anne Stephenson, et des invités comme le batteur Brian Neville et le compositeur Jeremy Peyton Jones.
En 1984, Astley joua des claviers en tournée pour Prefab Sprout et collabora avec Martin Stephenson and the Daintees (sur Kitchenware Records). La même année, Virginia signait avec Arista mais quitta pour se joindre à Elektra Records UK. Darkness Has Reached its End et Tender furent alors enregistrés. Quand Elektra UK ferma, elle signa avec WEA où elle enregistra Hope in A Darkened Heart avec Ryuichi Sakamoto comme producteur en 1986. Le succès de cet album au Japon fit qu'elle signa avec Nippon Columbia pour deux albums, All Shall Be Well en 1992 et Had I The Heavens en 1996.
Depuis lors, Virginia Astley a été invitée à jouer sur des CD d'artistes comme Hideaki Matsuoka et Silent Poets. Rough Trade a relancé From Gardens Where We Feel Secure, avec une nouvelle couverture en 2003, et en 2006, elle lançait son premier album nouveau en 10 ans. Intitulé The Words Between Our Words, dans ce mini-album elle récite sa poésie sur un fond de harpe. En 2007, eut lieu la première du long poème Ecliptic, pour flûte, harpe et chants d'oiseaux.

## Influences
La presse musicale a publié des articles sur elle. Elle nomma ses influences en poésie et musique classique. Elle était intéressée par le son des synthétiseurs, que son père lui avait fait découvrir. À travers sa musique originale, on peut détecter les influences de Debussy, Satie, Vaughan Williams et Benjamin Britten (War Poets).